# خرمالو تگزاسی
خرمالو تگزاسی (نام علمی: Diospyros texana) نام یک گونه از سرده خرمالو است.